# Matias Spescha
Matias Spescha, née le 17 juillet 1925 à Trun et mort le 28 juin 2008 à Zurich, est un peintre et sculpteur suisse.

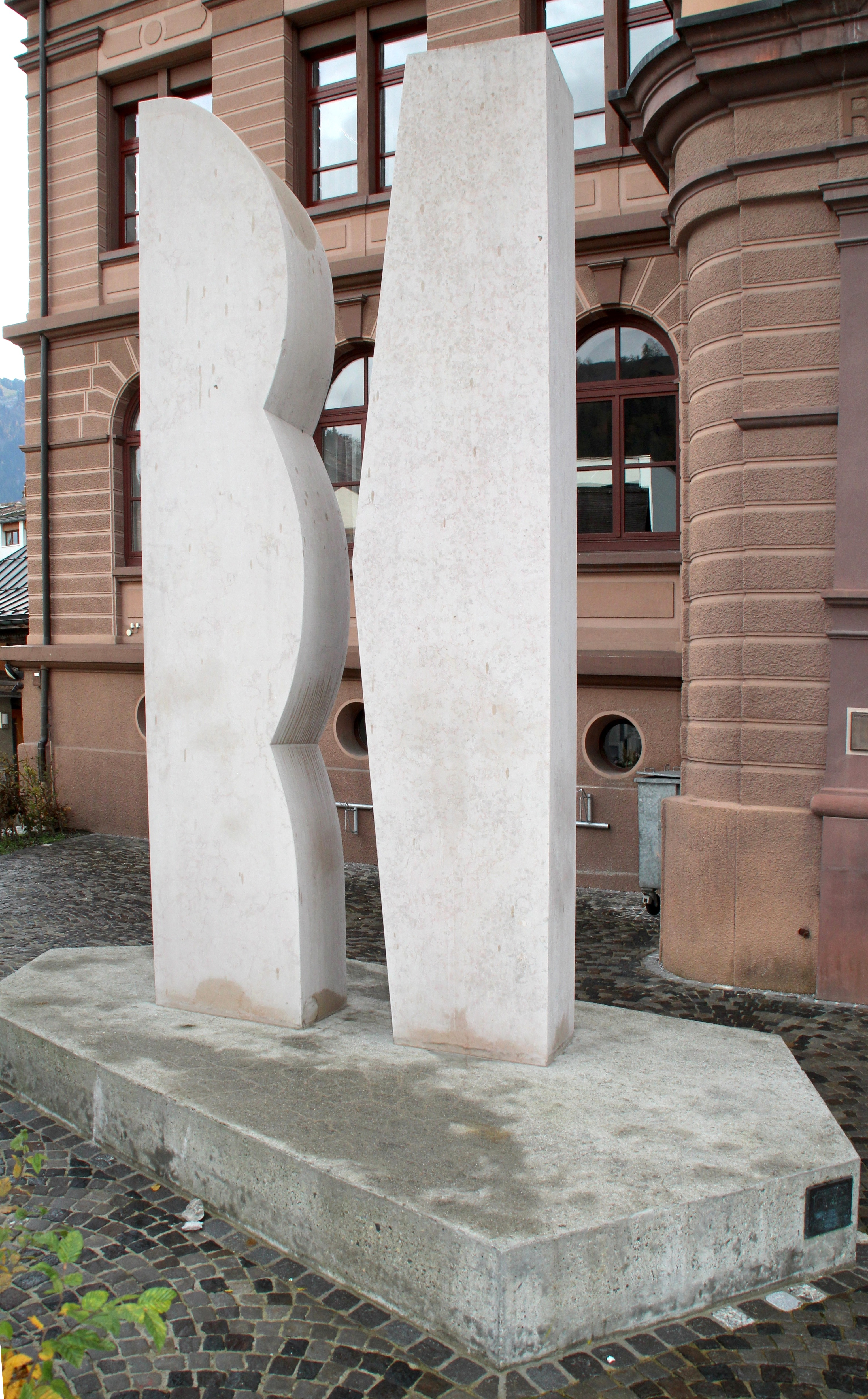
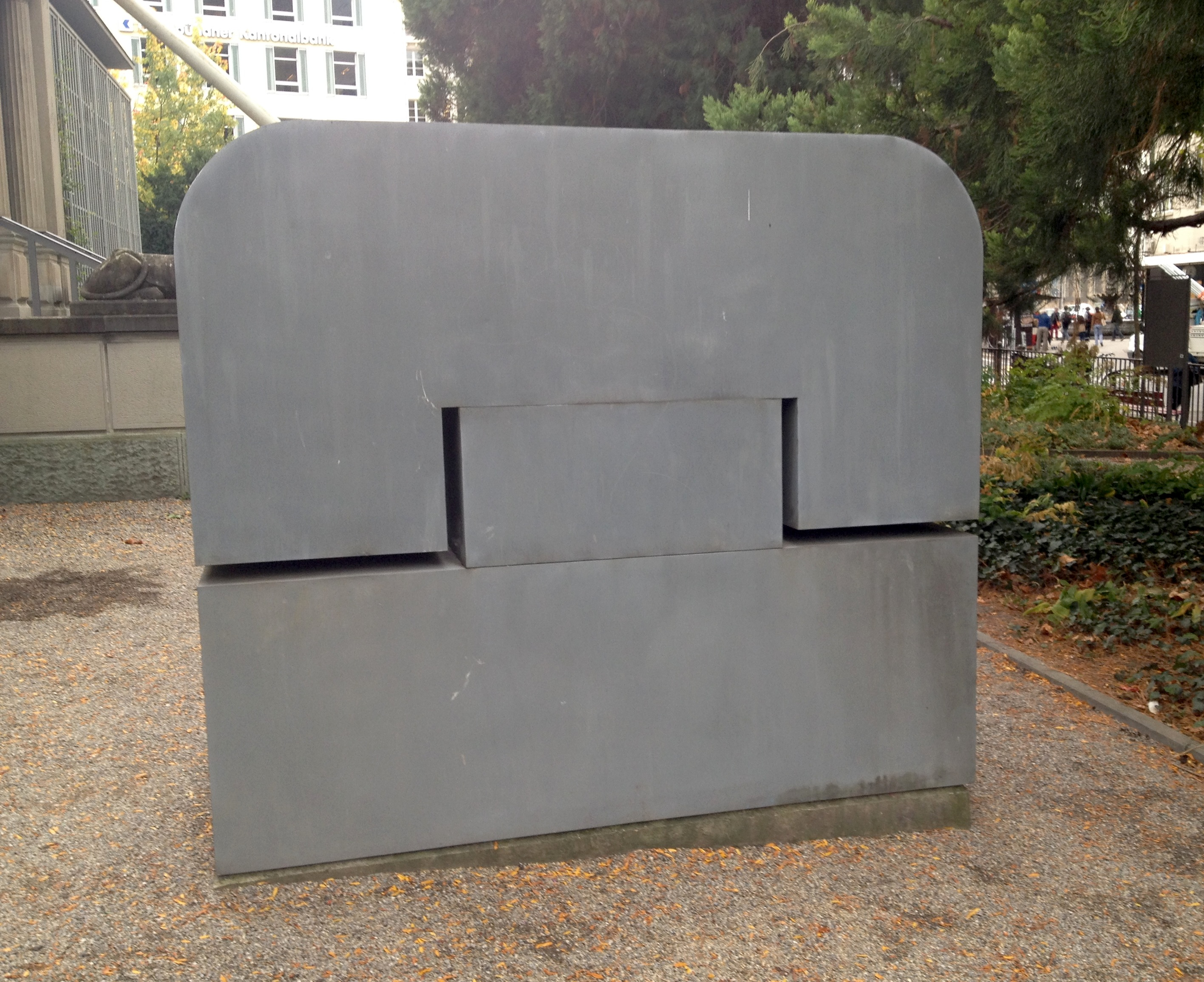
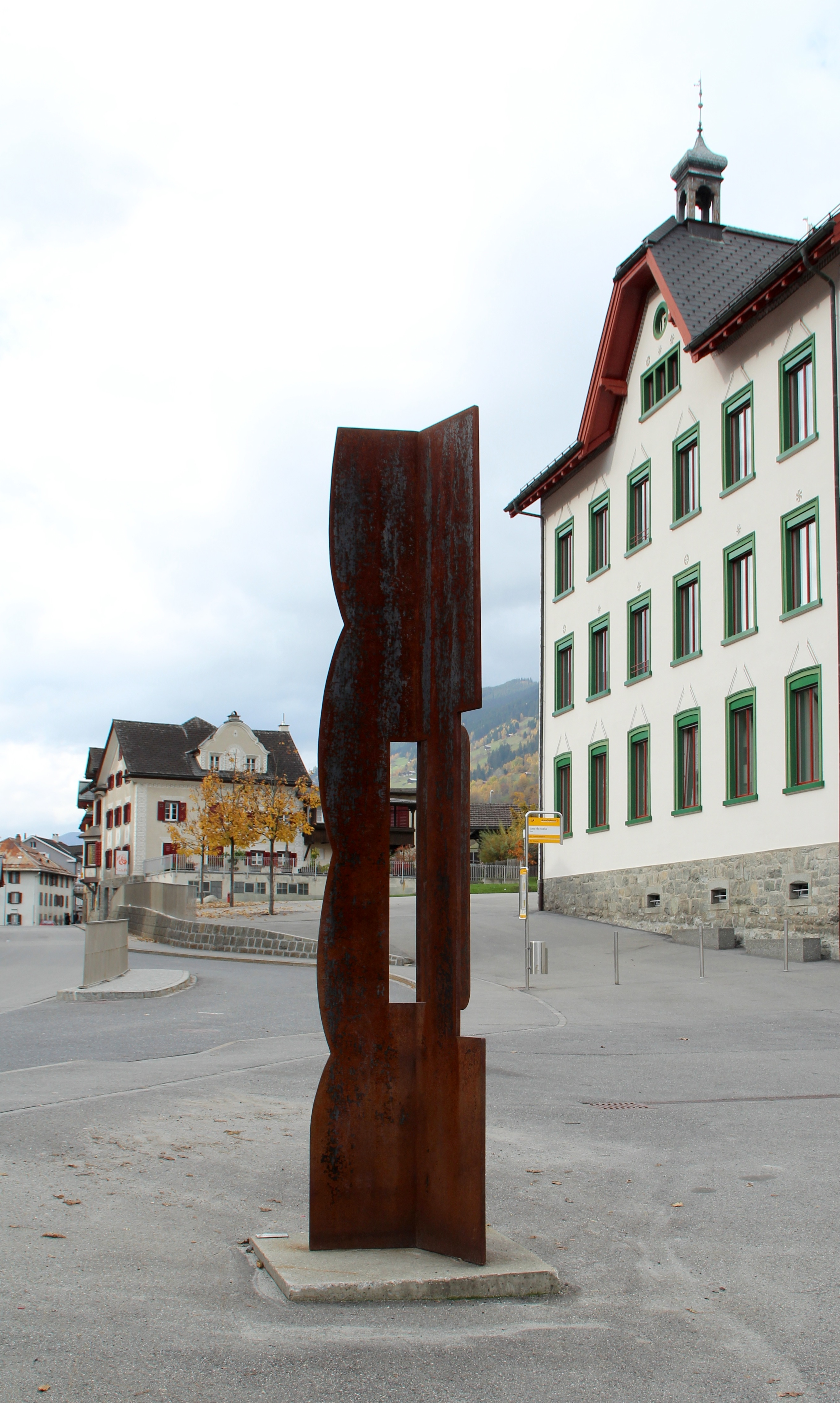
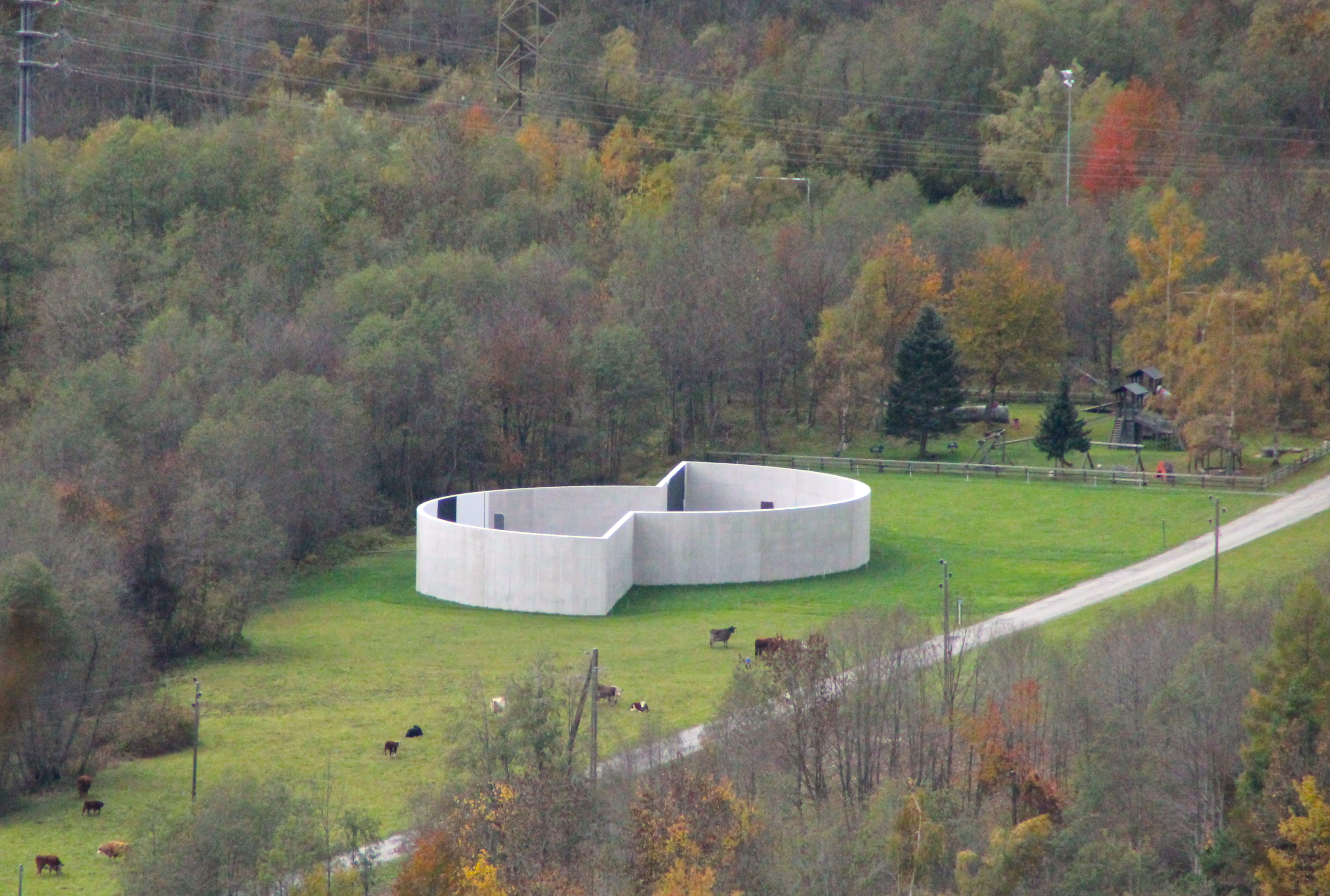
'

- OGNA (de)